# Trần Văn Tuấn (nhà văn)
Trần Văn Tuấn (sinh năm 1949) là nhà văn Việt Nam, được tặng Giải thưởng Nhà nước về Văn học Nghệ thuật vào năm 2012. Ông đã từng giữ chức vụ Phó Tổng biên tập báo Sài Gòn giải phóng.

## Tiểu sử
Trần Văn Tuấn sinh ngày 8 tháng 3 năm 1949 tại xã Văn Xá, huyện Kim Bảng, tỉnh Hà Nam.
Năm 1970, lúc đang học trung cấp nghề, Trần Văn Tuấn đã gia nhập quân đội, vào chiến đấu ở chiến trường Đông Nam Bộ thời chống Mỹ. Năm 1971, có lần bị bom B52, ông đã bị ném qua nhà xác, sáng hôm sau có người phát hiện ra còn thở nên đưa lên bệnh viện tuyến cuối điều trị. Sau năm 1975, ông làm cán bộ sáng tác văn học Quân khu 7. Cuối năm 1978, khi chiến tranh biên giới Tây Nam xảy ra, ông đã tình nguyện trở lại quân đội, sang chiến trường Campuchia giúp nước bạn. Sau đó, ông chuyển ngành làm Trưởng ban văn hoá văn nghệ báo Sài Gòn giải phóng rồi Phó Tổng biên tập báo Sài Gòn giải phóng cho đến lúc nghỉ hưu.
Ông đã trải qua các cương vị lãnh đạo các hội: Phó Chủ tịch thường trực Hội Nhà văn Thành phố Hồ Chí Minh khoá VI (2010–2015); Uỷ viên Hội đồng Văn xuôi Hội Nhà văn Việt Nam khoá VIII (2010-2015); Chủ tịch Hội Nhà văn Thành phố Hồ Chí Minh khoá VII (2016–2020). Hiện ông đang là Chủ tịch Hội đồng Văn xuôi Hội Nhà văn Thành phố Hồ Chí Minh khóa VIII (2021–2025).
Ông là đảng viên Đảng Cộng sản Việt Nam; hội viên Hội Nhà văn Việt Nam từ năm 1986.
Hiện ông sống tại thành phố Hồ Chí Minh.

## Sự nghiệp
Trần Văn Tuấn làm báo từ trong chiến tranh, là một trong những gương mặt văn học quen thuộc của thế hệ nhà văn thời hậu chiến.
Những bài thơ đầu tay của Trần Văn Tuấn viết lúc ông còn tại ngũ đều là những cảm xúc chân thành và được in báo Văn nghệ Giải phóng, được đọc trên Đài phát thanh Giải phóng.
Năm 1978, Trần Văn Tuấn có bài thơ “Về một sự thật” viết về chiến tranh biên giới Tây Nam. Bài thơ này đăng trên Tạp chí Văn nghệ Quân đội ở vị trí như một bài xã luận, có sức lan tỏa lớn. Đoàn Văn công Quân khu 7 lúc bấy giờ đưa vào dàn dựng, ngâm thơ, trở thành tác phẩm chính, được biểu diễn nhiều lần trong những chương trình văn nghệ của đoàn.
Sau đó, Trần Văn Tuấn chuyển sang viết văn xuôi: bút ký về các trận đánh quyết liệt nơi biên giới Tây Nam, rồi ông viết truyện ngắn “Gia đình”, đăng trên báo Tuổi Trẻ năm 1980 và số Xuân của tạp chí Văn nghệ Quân đội, cũng gây xôn xao dư luận. Trần Văn Tuấn lúc đó là cây bút chủ lực viết truyện và ký của báo Sài Gòn giải phóng.
Năm 1984, Trần Văn Tuấn ra tiểu thuyết đầu tay “Từ một chuyến tàu”. Đến 2024, ông đã xuất bản hơn 40 tác phẩm tiểu thuyết, tập truyện ngắn, trường ca, trong đó có nhiều tác phẩm tạo dấu ấn trong lòng độc giả như: “Kẻ lang thang”, “Người đàn bà bị săn đuổi”, “Ngày thứ 7 u ám”, “Người gò mả”, “Rừng thiêng nước trong”, “Đại gia tỉnh lẻ”, “Thông tin đa chiều”, “Vẫn là binh nhất”... Gần đây, khi đã ngoài 70 tuổi, ông đã cho ra mắt 2 tiểu thuyết “Thật giả, cũ mới” (Nhà xuất bản Quân đội Nhân dân, 2019) và "Trương Chi đa truyện" (Nhà xuất bản Quân đội nhân dân, 2024).
Một số tác phẩm của ông đã được chuyển thể thành phim truyện hoặc phim truyền hình, như: truyện ngắn đầu tay của ông là Người có trái tim bên phải, được chuyển thành phim màn ảnh rộng có tên Tình yêu và khoảng cách, do Đức Hoàn đạo diễn; tiểu thuyết Từ một chuyến tàu xuất bản năm 1984, được Đài Truyền hình Việt Nam dựng thành phim năm 1986, nói về một người lính sau giải phóng vượt khó khăn để nuôi một đứa trẻ bị bỏ rơi trên tàu.
Ông đã giành được nhiều giải thưởng văn học: Giải nhì Cuộc thi truyện ngắn báo Văn Nghệ với truyện “6 năm 2 tháng 3 ngày”, năm 1984; Giải thưởng Hội Nhà văn Việt Nam với tiểu thuyết “Rừng thiêng nước trong”, năm 2005; Giải thưởng Văn học của Bộ Quốc phòng năm 2006; Giải thưởng Văn học ASEAN với tiểu thuyết “Rừng thiêng nước trong”, năm 2007.
Năm 2012, ông được tặng Giải thưởng Nhà nước về Văn học Nghệ thuật với tác phẩm: Rừng thiêng nước trong (tiểu thuyết).
Ông đã được nhận huy hiệu 50 năm tuổi Đảng.

## Tác phẩm chính
- Hoa mơ (tập thơ)
- Từ một chuyến tàu (tiểu thuyết, 1984)
- Giấc mơ ban ngày (tiểu thuyết)
- Ngõ hẻm bên cầu (tiểu thuyết, 1988)
- Ngày thứ bảy u ám (tiểu thuyết)
- Hàng xóm (tập truyện ngắn)
- Người đàn bà bị săn đuổi (tiểu thuyết, 1989)
- Người đàn bà hát trong mưa (tập truyện ngắn)
- Chồng hờ (tiểu thuyết, 1991)
- Nhân chứng (tập truyện ngắn, 1990)
- 16 nóng lạnh (tiểu thuyết, 1994)
- Người tìm người (tiểu thuyết, 1990)
- Chung cư (tiểu thuyết)
- Người gò mả (tiểu thuyết, 2001)
- Nửa đêm về sáng (tiểu thuyết)
- Kẻ lang thang (tiểu thuyết)
- Rừng thiêng nước trong (tiểu thuyết, 2004)
- Đại gia tỉnh lẻ (tiểu thuyết, 2007)
- Đường đời vất vả (tiểu thuyết)
- Nhà hai tầng (tập truyện ngắn)
- Goá phụ áo đen (tập truyện ngắn)
- Thông tin đa chiều (tiểu thuyết - 2016).

Nguồn:
- Thật giả, cũ mới (Nhà xuất bản Quân đội Nhân dân, 2019)
- Trương Chi đa truyện (tiểu thuyết, Nhà xuất bản Quân đội nhân dân, 2024)

## Vinh danh
- Giải thưởng Nhà nước về Văn học Nghệ thuật năm 2012.
- Huy hiệu 50 năm tuổi Đảng.

### Giải thưởng văn học
- Giải nhì Cuộc thi truyện ngắn báo Văn Nghệ (1984).
- Giải thưởng Hội Nhà văn Việt Nam (2005).
- Giải thưởng Văn học của Bộ Quốc phòng (2006)
- Giải thưởng Văn học ASEAN (2007).